# The Legend Of The Vampire Hunter
The Legend Of The Vampire Hunter es un manga creado por Kōta Hirano, el autor de Hellsing.

## Información general
La historia tiene lugar en lo que parece ser una zona de guerra, donde han sido derrotadas las tropas de la Organización Hellsing por los vampiros. El arma de Victoria de Hellsing, Alucard, llega, buscando sobrevivientes y presume que Yuri Kate (un soldado femenino que se había inscrito recientemente con Hellsing) la capturaron viva, ya que no está entre los cadáveres. Mientras tanto, Yuri está siendo violada por un vampiro llamado a Hellman, mientras que el hermano de éste los ve y también participa. Alucard, entra en la habitación y los ve entre los dos violándola, los llama malhechores y los mata sin remordimiento. Debido a que ha sido absorbido la sangre de Yuri, ella no puede ser humana de nuevo, pero debe continuar sirviendo a la Agencia de Hellsing como una vampiro. (En esta versión de Hellsing víctimas no necesitan ser Vírgenes para convertirse en vampiros; en su lugar es la cantidad de sangre que ha bebido).

## Conexión conHellsing
En la creación de Hellsing, su más aclamado trabajo, Kōta Hirano, cabe señalarlos la historia y algunos de los personajes que aparecen aquí. The Legend Of The Vampire Hunter es el paralelo más parecido a Hellsing. En el comienzo del manga, anime y Ovas de Hellsing, el mismo Alucard entra en una aldea devastada dominada por un vampiro el cual, acabó con un grupo de la policía, en las que se encontraba Seras Victoria, aunque él está obligado a herirla mortalmente para detener a ese vampiro. Ella, a continuación, se convierte en una vampiro en el servicio de Hellsing, ya que Alucard bebió de su sangre. Seras viste un uniforme similar a la de Yuri Kate y sus funciones son análogas, el mismo Alucard, prácticamente el mismo, excepto por las diferentes armas (el fusil de fuego que usaba aquí, se sustituyó por las pistolas) y la escritura en su mejilla (que más tarde se puso en uno de los guantes de Alexander Anderson), además del diseño del personajes, como lo son su cabello rizado y su chaqueta, que más se parecía a la de Vash la Estampida de Trigun (personajes en que se basó Hirano). Además, el vampiro Hellman es muy similar a Jan Valentine, y su hermano, parece ser un paralelo para Luke Valentine.